# (576373) Wolfgangbusch
(576373) Wolfgangbusch es un asteroide perteneciente al cinturón de asteroides, descubierto el 16 de agosto de 2012 por el equipo de la Estación terrestre óptica de la ESA desde el Observatorio del Teide, Tenerife, España.

## Designación y nombre
Designado provisionalmente como 2012 QX2. Fue nombrado  por Wolfgang Busch (1927-2025), exprofesor de secundaria, quien fue un experto en óptica y fabricante de telescopios alemán, especializado en la restauración de telescopios históricos. En la década de 1970, desarrolló el Halb-Apochromaten-Bausatz, un kit de lentes tripletes con espaciado en aceite para aficionados.

## Características orbitales
Wolfgangbusch está situado a una distancia media del Sol de 2,746 ua, pudiendo alejarse hasta 2,898 ua y acercarse hasta 2,594 ua. Su excentricidad es 0,055 y la inclinación orbital 3,216 grados. Emplea 1662,40 días en completar una órbita alrededor del Sol.

## Características físicas
La magnitud absoluta de Wolfgangbusch es 17,51. 